# والدین، خانواده‌ها و دوستان همجنس‌گرایان

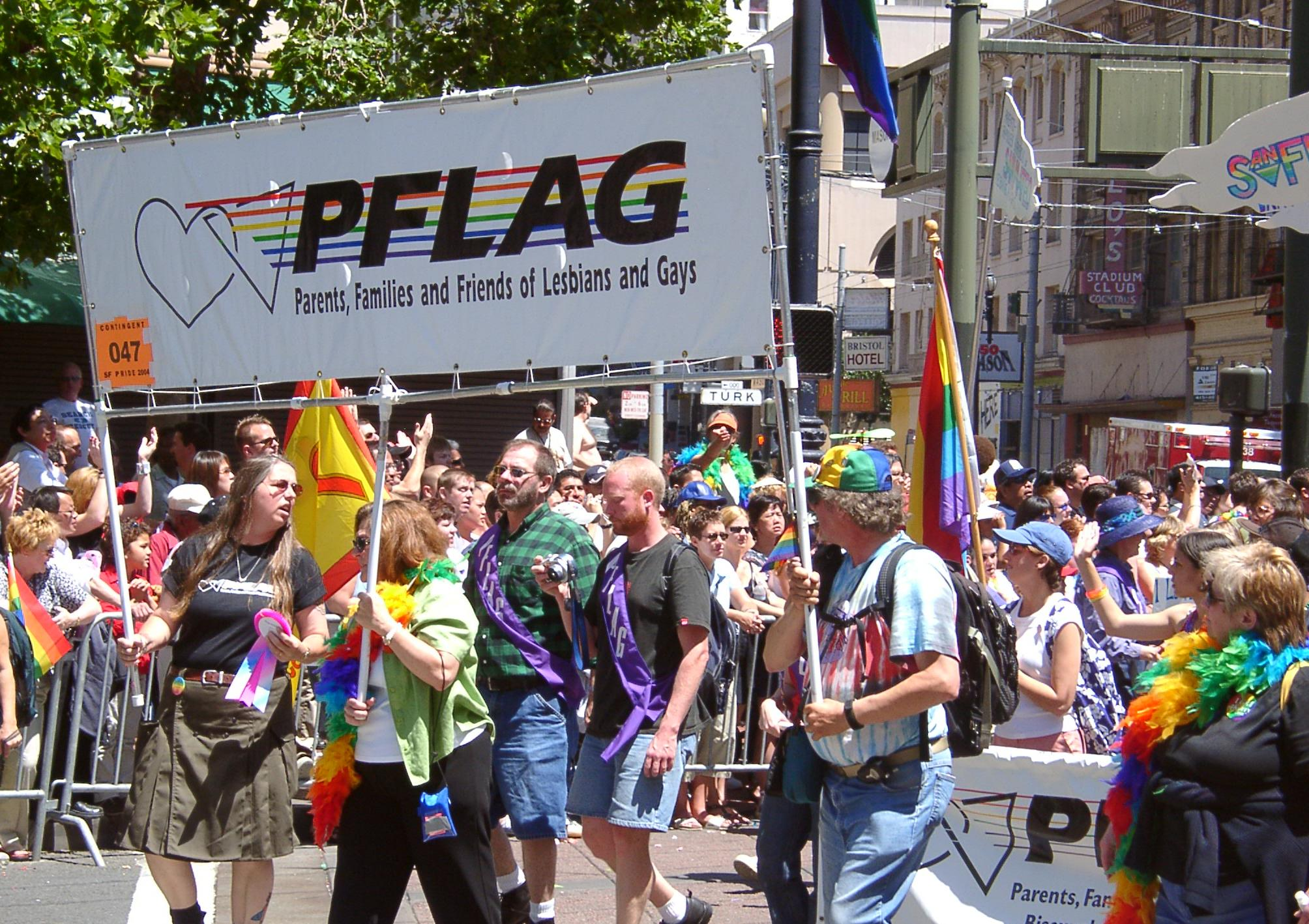
عده‌ای از شرکت‌کنندگان در رژهٔ همجنس‌گرایان سان فرانسیسکو همراه با نشان پی‌فلگ، ۲۰۰۴

والدین، خانواده‌ها و دوستان همجنس‌گرایان (به انگلیسی: Parents, Families and Friends of Lesbians and Gays) یا به اختصار پی‌فلگ (به انگلیسی: PFLAG) بزرگ‌ترین سازمان والدین، خانواده و دوستداران دگرباشان جنسی در آمریکا است. این سازمان بیش از ۳۵۰ شعبه در سراسر آمریکا، بخش کلمبیا، پرتوریکو و ۱۱ کشور دیگر همراه با بیش از ۲۰۰۰۰۰ عضو و حامی دارد.